# Сигер (коммуна)
Сиге́р (фр. Siguer) — коммуна во Франции, находится в регионе Юг — Пиренеи. Департамент коммуны — Арьеж. Входит в состав кантона Викдессо. Округ коммуны — Фуа.
Код INSEE коммуны — 09295.

## Население
Население коммуны на 2008 год составляло 86 человек.
| 1962 | 1968 | 1975 | 1982 | 1990 | 1999 | 2008 |
| ---- | ---- | ---- | ---- | ---- | ---- | ---- |
| 148  | 89   | 76   | 93   | 65   | 96   | 86   |

## Экономика

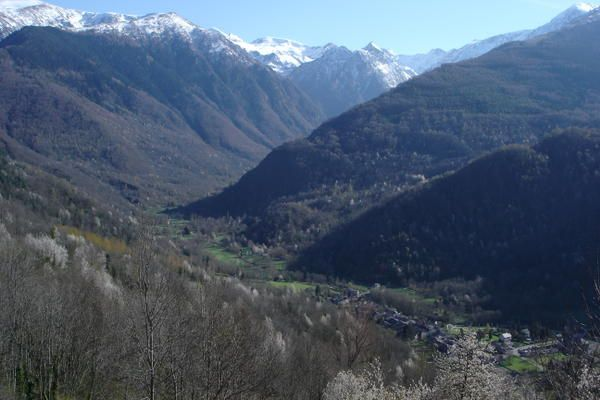
Долина Сигера

В 2007 году среди 52 человек в трудоспособном возрасте (15—64 лет) 33 были экономически активными, 19 — неактивными (показатель активности — 63,5 %, в 1999 году было 62,3 %). Из 33 активных работали 30 человек (20 мужчин и 10 женщин), безработных было 3 (1 мужчина и 2 женщины). Среди 19 неактивных 3 человека были учениками или студентами, 8 — пенсионерами, 8 были неактивными по другим причинам.